# Antonio Ricci

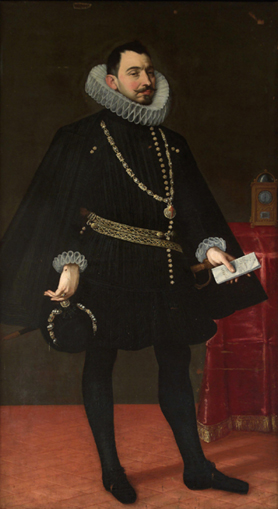
Retrato de Juan de Ciriza, firmado «Antonius Rizzi Fa. Anno 1617», convento de las Agustinas recoletas de Pamplona.

Antonio Ricci (Ancona, c. 1565 - Madrid, c. 1635) fue un pintor barroco italiano establecido en Madrid, donde desarrolló toda su obra pictórica conocida.

## Biografía
Natural de Ancona, trabajó en España, adonde llegó joven, en 1585, para trabajar en la decoración del Monasterio de El Escorial, bajo las órdenes de Federico Zuccaro. A los seis meses fue despedido con todos sus compañeros, pero no retornó a Italia, contrayendo matrimonio (1588) con Gabriela de Chaves o de Guevara y estableciéndose en Madrid, donde en ocasiones aparece citado en la documentación, como en los versos que le dedicó Alonso de Castillo Solórzano en los Donaires del Parnaso, como Antonio Riche.
En Madrid nacerían sus once hijos, entre ellos Juan en 1600 y Francisco en 1614, quienes también serían pintores. De su trabajo como pintor poco se ha conservado, aunque son abundantes las noticias que indican la existencia de un taller activo, trabajando desde Madrid para el patriarca Juan de Ribera. Su hijo Francisco destacó su labor como retratista, habiendo sido pintor de Felipe IV príncipe, y entre las escasas obras que de él quedan se encuentran precisamente los retratos de los duques de Ciriza y el de Sor Margarita de la Cruz, hija del emperador Maximiliano II en el Monasterio de las Descalzas Reales, pero también se conserva una Magdalena penitente firmada y consta que no desdeñó labores menores, como la pintura de setenta y dos planchitas con ángeles para un relicario.
En Madrid se mantuvo en contacto con el círculo de artistas e intelectuales italianos residentes en la corte, como Vicente Carducho, participando en 1603 en los intentos de creación de la Academia de San Lucas de Madrid, de la que fue nombrado representante con Patricio Cajés, Luis de Carvajal y Francisco López. Compaginando esta actividad, hacia 1616 fue nombrado visitador general de la limpieza y empedrado de Madrid, y en 1631 escribió una carta a don Alonso de Villegas informándole de experimentos alquímicos que estaba realizando. En 1633 sufrió una bancarrota y dos años más tarde moría su mujer en la cárcel, donde estaba ingresada por deudas. No se la cita como viuda, por lo que es posible que Antonio, del que no vuelve a haber noticias, todavía viviese en esa fecha.